# Сейнтфийлд
Сѐйнтфийлд (на английски: Saintfield; на ирландски: Tamhnach Naomh) е село в югоизточната част на Северна Ирландия. Разположен е в район Даун на графство Даун на около 15 km южно от централната част на столицата Белфаст. В началото на 17 век тук е построена църква, а от началото на 18 век датират първите сведения за града. Населението му е 2671 жители според данни от преброяването през 2001 г.